# عين أم سبعة
عين أم سبعة أو عين مُحلّم نبع مائي عذب، يقدر دفقها بعشرين الف جالون في الدقيقة، تقع في شمال مدينة المبرز بالقرب من قرية القرين بمحافظة الأحساء شرق السعودية. وهي أحد المواقع التي يقصدها السكان والزوار من الخليج العربي في محافظة الأحساء للأغراض السياحية والعلاجية، ومن أهم مصادر المياه فيها. تصل مساحة العين إلى 1200 م3، وتبلغ حرارة مياهها في الوسط 104 درجة مئوية، وعند الأطراف تصل إلى 101 درجة مئوية.
تعتبر عين أم سبعة المكان الأمثل للسياحة الترفيهية والسياحة العلاجية، حيث طبيعة المكان والمناخ الجيد واتساع واحات النخيل حولها والهواء النقي والحدائق الخضراء. مما جعلها قبلة سياحية على خريطة السياحة الأحسائية من داخل السعودية ومن دول الخليج العربي كافة.
وتبلغ درجة حرارة المياه في أطراف بحيرة عين أم سبعة 101 درجة مئوية، في حين تبلغ حرارة مياهها وسط البحيرة 104 درجة مئوية. تمتاز مياه البحيرة بالدفء، حيث يقصدها الكثير من الزوار في فصل الشتاء للاستماع بطبيعة مياهها الحارة وقضاء أوقات الاستجمام في الطبيعة وبين مزارع النخيل.

## سبب التسمية
سميت بعين أم سبعة لأنها ترفد 7 مجاري مائية يطلق عليها محليًا الثبارة السبعة، وهي ثبر افريسات، وثبر غدير، وثبر الحار، وثبر ركبة مروان، وثبر اخنيجر، وثبر خياط، وثبر العجاري. يجري ماؤها إلى البساتين من خلال مجموعة جداول رئيسية كان عددها سبعة ومنها أخذت اسمها ولايوجد منها الآن آلا خمسة جداول كبساتين السحيمية والقرين. تمتاز مياه العين بالدفء، وارتبطت بعادات أهل الأحساء، حيث يعتبر الاستحمام فيها أحد طقوس الأعراس في المحافظة.
ويأتي الناس غالباً مساءً للاستحمام أو بعد الفجر مباشرة، وتخرج المياه من العين في اتجاهات عديدة عبر سبع قنوات، لتغذية الواحات وسقي المزارع المجاورة، كما توجد هناك أماكن للرجال،.تزخر عين أم سبعة بثروة طبيعية فريدة من نوعها، لكنها تحتاج إلى تطوير بناها التحتية لاستقبال آلاف السياح، وتسعى الحكومة لاستثمار عين أم سبعة وواحات أخرى كوجهة سياحية شهيرة.

## استحمام الزواج في الأحساء
الغسولة هو المصطلح الشائع لرحلة الذهاب للمسابح، ومن بينها عين أم سبعة من أجل السباحة وغسيل الأجسام ومرتبطة بمراسم الزواج، وقبل موعد الزواج بأيام يجري تخضيب الحمير بالحناء للمشاركة بالزواج، وتكون وقتئذ أعدت للركوب، فيخرج العريس من بيته وقد ارتدى ملابسه واضعًا فوقها العباءة ويزف إلى حيث انتظار الحمير في موكب بسيط، وهناك يمتطي الحمار المخصص له وينطلق موكب الحمير على ظهورها رجالات البلدة أو الحي السكني ويتوجه الجميع إلى المسبح.
فيترجل الجميع وينطلقون إلى الماء وفي الماء ينزل العريس بصحبة المزين (رجل يمثل الحلاق في الوقت الحاضر) والذي يقوم بدلك جسم العريس وحلق وتزيين وجهه، ويخرج الجميع وينطلقون رجوعًا إلى البلدة بعد أن يكون العريس قد لبس الملابس الجديدة والبشت والعقال من فوق الغترة، وما أن يصل الموكب أرض البلدة حتى تكون جماهير النسوة والأطفال في بعض القرى في استقبال الموكب بأهازيج الترحيب بالإضافة إلى التهليل والزغردة حاملين بين أيديهم المباخر، ويقاد حمار العريس إلى بيوت أقاربه لينثروا فوقه الحلويات. ثم يؤخذ إلى حيث بيته وينزل عن الحمار ويذهب إلى الساحة والتي تكون مُعدة للجلوس، وحيث العرضة يسمع قرع طبولها من على بُعد وحيث نار القهوة تَضرم، وعملية الغسولة لا زالت حتى وقتنا الحاضر وإن تبدلت الحمير بالسيارات، ورجالات البلدة بشباب البلدة. وهناك غسولة العروس وتسمى بليلة الحناء، ويكون موعدها عصرًا في اليوم الذي قبل يوم الزواج، حيث تنطلق النسوة برفقة العروسة إلى مسبح النساء العام للسباحة. و بعد الانتهاء والرجوع إلى البيت وبانتظار الليل يضعون الحناء وتردد أثناء ذلك أهازيج وأناشيد الصلاة على النبي.

## شعر
لقك ذكرها الشاعر محمد بن عبد الله العبد القادر الاحسائي في قصيدة له: